# صومعه گنگتنگ (بوتان)
صومعه گنگتنگ (به لاتین: Gangteng Monastery) یک منطقهٔ مسکونی در بوتان است که در Wangdue Phodrang District, Bhutan واقع شده‌است.